# Gammarus stalagmiticus
Gammarus stalagmiticus is een vlokreeftensoort uit de familie van de Gammaridae. De wetenschappelijke naam van de soort is voor het eerst geldig gepubliceerd in 2005 door Hou & Li.